# Потрясающие приключения мышкетёров
«Потрясающие приключения мышкетёров» (рум. Uimitoarele aventuri ale muşchetarilor) — полнометражный мультипликационный фильм длительностью 83 минуты. Выпущен румынской студией Animafilm в 1987 году в Бухаресте. В СССР премьера состоялась примерно в конце 1989 года.
Этот мультфильм является одним из немногих в мире, где используется слово «мышкетёр».

## Сюжет
Сюжет разворачивается в мире, где живут антропоморфные мыши, коты, и собаки. Рассказывает об уникальном поведении, полном юмора и нежности, с сумасшедшими шутками и искрометными репликами — персонажей знаменитого приключенческого романа о мушкетёрах. Мультфильм был популярен в СССР в конце 1980-х годов. Аннотация к книге Александра Дюма «Д’Артаньян и три мушкетёра».

## Персонажи
Мыши
Д’Артаньян и мышкетёры
Коты
Кардинал, Мяуледи, Рошфор и стража
Собаки
Пуфик и его родители

## Создатели
- Художники — Сорин Андриеску, Ивонне Чезар, Адриан Хобле, Велика Стоика

## Советский дубляж
- Автор литературного перевода и режиссёр дубляжа — Майя Мирошкина

#### Роли дублируют
- Мария Виноградова — Д’Артаньян
- Надежда Румянцева — Мяуледи / Рекси
- Светлана Харлап — Пуфик / мышкетёры
- Александр Воеводин — Рошфор / стража Кардинала
- Владимир Ферапонтов — Рекс
- Артём Карапетян — Кардинал
- Редактор — Наталья Абрамова
- Звукооператор — Борис Фильчиков